# Scheiße
«Scheiße» —en español: «Mierda»— es una canción interpretada por la cantante y compositora estadounidense Lady Gaga, escrita y producida por ella y por RedOne, e incluida en su segundo álbum de estudio, Born This Way, de 2011. Compuesta a manera de canción eurodisco y techno, en la canción Gaga presenta un mensaje de feminismo y habla en alemán. La canción fue estrenada por la cantante mediante una remezcla en la Semana de la Moda en París.
«Scheiße» recibió comentarios polarizados, mayormente de carácter positivo, por parte de los críticos de musicales, siendo considerada por algunos de ellos como «un triunfo» y «un momento destacable de Born This Way». A pesar de no haberse lanzado como sencillo del disco, logró entrar en los conteos de sencillos de Alemania, Corea del Sur y en el Top 200 del Reino Unido. Por otro lado, Gaga interpretó un fragmento de «Scheiße» en la final de Germany’s Next Topmodel, y hasta el primer coro en iHeartRadio Music Festival.

## Antecedentes y descripción
La canción fue compuesta y producida por Gaga y RedOne. El primer antecedente de «Scheiße» data de enero de 2011, luego de que la cantante estrenara una remezcla de la misma en el desfile organizado por Thierry Mugler, un diseñador de moda francés. Luego de que durante la Semana de la Moda en París Mugler nombrara directora musical a Gaga y le asignara encargarse de la música para el desfile, la cantante aseguró que haría una remezcla de una canción inédita de Born This Way. El 23 de mayo de 2011 se lanzó la canción junto con una remezcla en el álbum Born This Way. Dicha remezcla fue realizada por el disyóquey y productor DJ White Shadow.
«Scheiße» es una canción bilingüe en donde Gaga canta en alemán e inglés, incitando con frases como «I don’t speak German / but I can if you like» —en español: «No hablo alemán / pero puedo si tú quieres»—. Además, presenta un mensaje de feminismo en versos como «If you're a strong female / you don't need permission» —en español: «Si eres una mujer fuerte / no necesitas permiso»—. La cantante afirmó que escribió la canción luego de una noche de juerga en Berlín, capital de Alemania, declarando que:

«Esta canción la escribí justo después de salir de Berlín. Fui al Laboratory club la noche anterior, pasé un buen rato con mis amigos y al día siguiente compuse "Scheiße". Quería decir, mierda, esto está bueno. Pero también significaba otra cosa, porque esta canción trata acerca de querer ser una mujer fuerte, sin toda la mierda que lo rodea. Tienes que ser valiente y poder con cualquier cosa que se interponga en tu camino. No es la única palabra que conozco, pero me gusta. Es atractiva».
Lady Gaga

## Recepción

### Comentarios de la crítica
La canción recibió comentarios polarizados, mayormente de carácter positivo por parte de los críticos musicales. Lan Wade de BBC definió a «Scheiße» como «una canción monstruosa que suplica por un video con una temática de sexo y calabozos». Neil McCormick del periódico británico The Daily Telegraph declaró que en la canción Gaga «transmite aforismos feministas sobre bajos efervescentes y un pulso que bombea». Por su parte, el crítico Tim Jonze de The Guardian afirmó que «"Scheiße" podría estar influenciada por la escena techno decadente de Berlín pero, fundamentalmente, tiene un estribillo ridículamente pegadizo». Dan Martin de la revista NME consideró a la canción como «un triunfo» y la comparó con «Erotica» de Madonna. Jorge Cruz de URB afirmó que «Scheiße», junto con otras canciones de Born This Way, tiene «una muy buena composición y un sonido fuerte». Möhammad Choudhery del sitio web Consequence of Sound comentó que la canción es un momento «destacado» en el álbum. Ed Comentale de Tiny Mix Tapes afirmó que «en "Scheiße", la cantante no habla tanto el idioma del pueblo alemán, sino que lo actualiza para el nuevo milenio y alienta a esta nación a dejar atrás su historia trágica [y comenzar] una época nueva de amor y baile. Ciertamente, estas canciones revelan una cierta falta de conciencia en cuanto a los hechos y la realidad». El crítico Tris McCall del sitio NJ condecoró a «Scheiße» como la canción de la semana y comentó que:

«Gaga no necesita mis consejos, pero si yo estuviera en cualquier posición para dar un consejo, me gustaría animar a "Scheiße" como siguiente sencillo. El corte no es menos absurdo que las canciones ya elegidas para ser lanzadas: ella canta los versos en el alemán más roto que vas a escuchar fuera de una escuela secundaria de producción de "Cabaret" [...] pero el ritmo es el mejor del álbum».
Tris McCall

Amy Sciarretto de Popcrush calificó a la canción con dos y media estrellas de cinco, argumentando que «es una extraña mezcla de digerir. Es deslumbrante, una delicia de eurotrash, pero también es una de las canciones menos interesantes en Born This Way, como el sello de que la singularidad de Gaga no es tan atrevida o definitiva». En la revisión del álbum, Sal Cinquemani, crítica de Slant Magazine, declaró que la canción es «un manifiesto feminista techno [semejante] a Dietrich y Madonna con esteroides». Andrew Unterberger de Popdust calificó a la canción con tres de cinco estrellas y declaró que la canción «suena como una llamada a la era de electroclash, con mugrientos bajos, secciones de palabras habladas inexpresivas y letras al azar en alemán, lo que inevitablemente se convierte en otro aplastador de neo-discotecas».

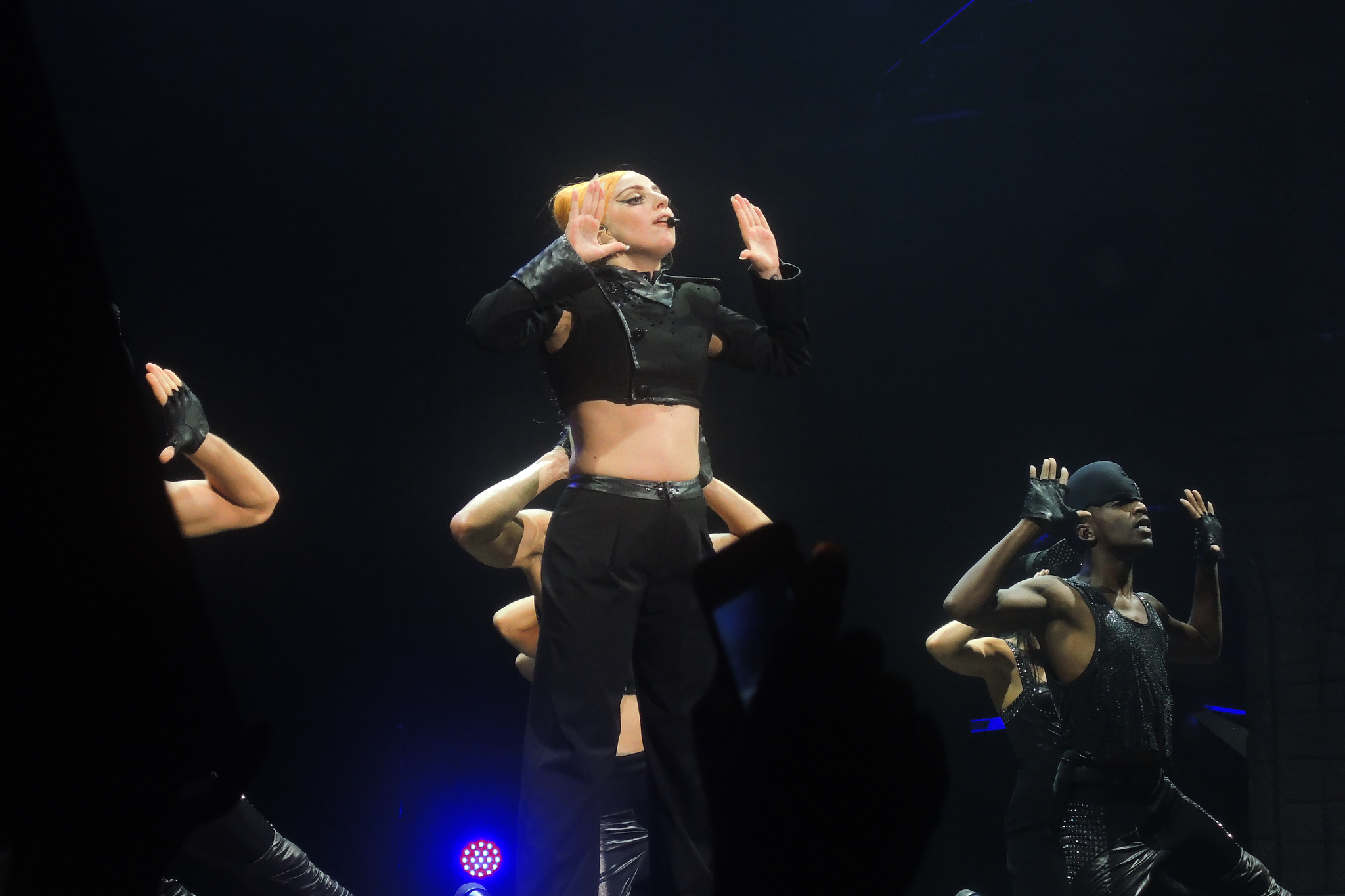
Gaga cantando «Scheiße» en The Born This Way Ball Tour en Vienna, Austria.

Unterberger recalcó positivamente el uso de sintetizadores y comentó que «la proclamación del pre-coro, If you're a strong female / you don't need permission, es tan "Justify My Love" (1990)». Nathan Jolly de The Music Network declaró que la canción «es genial y será propietaria de clubes para el próximo año». Matthew Perpetua de la revista Rolling Stone elogió la canción y declaró que «evoca memorias de éxitos de los 90 como C&C Music Factory, Snap y RuPaul». Por otro lado, Jody Rosen de la misma revista, afirmó que «Gaga sabe un poco de alemán y entona obviedades inspirativas junto con tonos "eurodisco" genéricos y un toque de los coros».

### Desempeño comercial
A pesar de no haberse lanzado como sencillo, la canción entró en las listas de distintos países. De manera específica, en Alemania, «Scheiße» debutó en el puesto número 90, luego de que la cantante actuara en el evento Germany's Next Top Model. En Corea del Sur, debutó en el puesto número trece en la edición del 29 de mayo de 2011 del conteo de Gaon Chart. Con el lanzamiento de Born This Way, la canción ingresó, durante la semana del 4 de junio de 2011, en el puesto número 136 del conteo Top 200 del conteo UK Singles Chart.

## Interpretaciones en directo

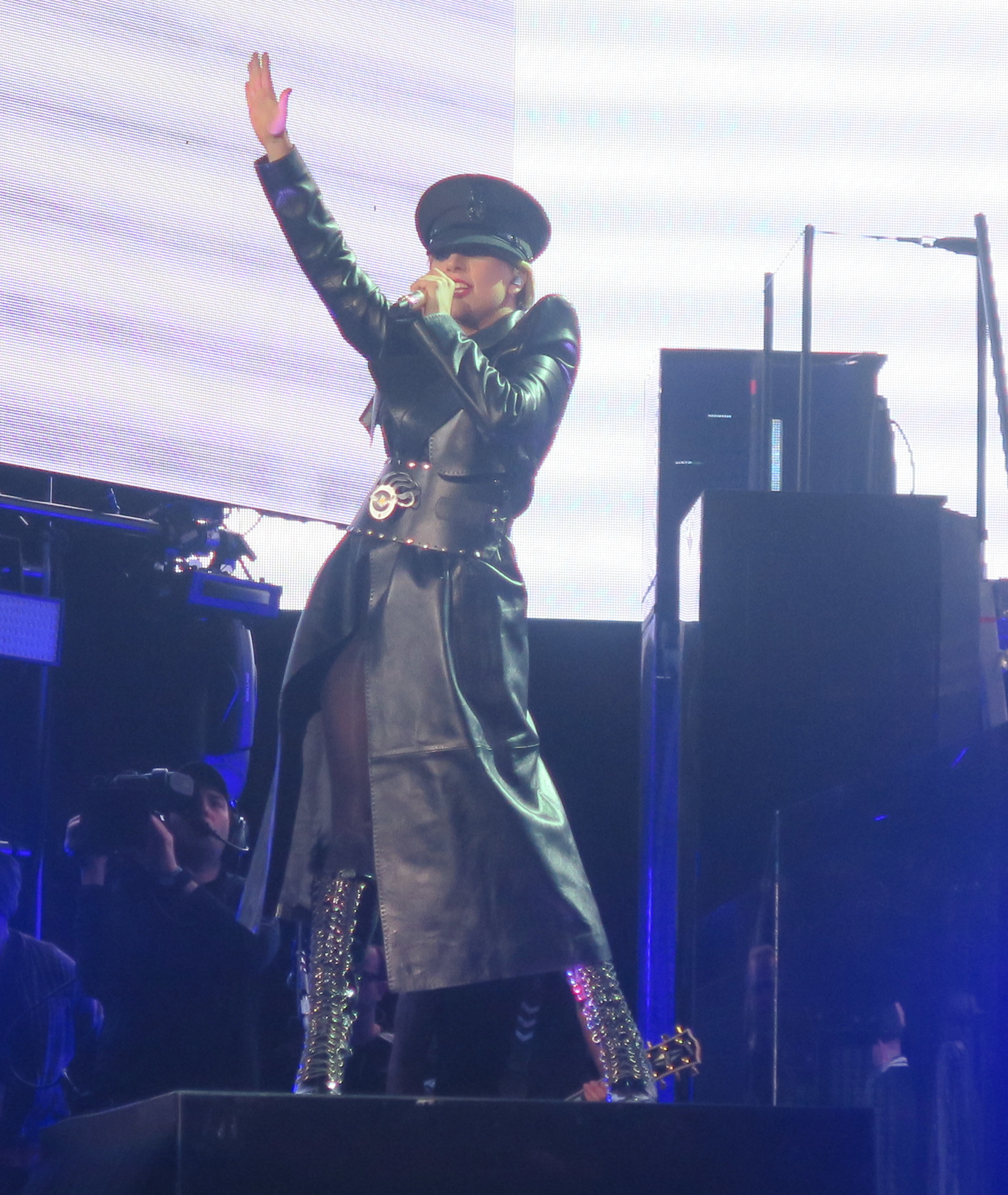
Gaga cantando «Scheiße» en el Festival Coachella en 2017.

El 9 de junio de 2011, Gaga interpretó «Scheiße» en la final de Germany's Next Topmodel. La cantante, quien utilizó una peluca color verde azulado, cantó pequeños fragmentos de la canción y se sentó luego en el piano a interpretar «Born This Way». Al finalizarla, comenzó a sonar «The Edge of Glory» y Gaga empezó a caminar a lo largo de la pasarela donde había colocadas dos guillotinas con las palabras «sexo» y «dinero» respectivamente. La cantante pasó por medio de ellas y luego esquivó una tercera guillotina que decía «vanidad». Al respecto, Ray Rodríguez de ImpreMedia comentó que «Gaga se adueñó del escenario. Gaga siempre nos proporciona material de que hablar. Y su presentación no fue la excepción ya que esta vez pudimos verla bailando a través de una hilera de guillotinas etiquetadas con las palabras "dinero," "sexo" y "vanidad" mientras que bailarines con poca ropa le arrojaban billetes alrededor del escenario», mientras que Charlie Amter, de Hollywood Reporter, declaró que «Gaga deslumbró a los aficionados alemanes». Becky Bain de Idolator se mostró indiferente y argumentó que «ella [Gaga] no sabe que está actuando en un espectáculo con modelos, ¿verdad? Un bajo desempeño».
El 24 de septiembre de 2011, la cantante se presentó en el iHeartRadio Music Festival, donde cantó «Scheiße» junto con canciones de sus álbumes The Fame, The Fame Monster y Born This Way: «Just Dance», «Poker Face», «LoveGame», «Paparazzi», «Bad Romance», «Telephone», «Alejandro», «Born This Way», «Judas», «The Edge of Glory», «Yoü and I» y «Hair». Además de ello, interpretó junto al cantante británico Sting otras dos canciones: «Stand By Me», perteneciente a Ben E. King, y «King of Pain» de The Police. También fue incluida en el repertorio de sus giras The Born This Way Ball y Joanne World Tour, así como de su residencia Lady Gaga: Enigma. Igualmente, figuró en el repertorio de su actuación en el festival de Coachella de 2017 y luego de 2025.

## Posicionamiento en listas

### Semanales
| País           | Lista                          | Mejor posición |
| -------------- | ------------------------------ | -------------- |
| Alemania       | German Download Chart          | 90             |
| Canadá         | Canadian Hot Digital Songs     | 67             |
| Corea del Sur  | South Korean Gaon Chart        | 13             |
| Estados Unidos | Bubbling Under Hot 100 Singles | 11             |
| Estados Unidos | Dance/Electronic Songs         | 6              |
| Reino Unido    | UK Singles Chart               | 136            |

## Créditos y personal
- Lady Gaga: composición, producción y voz principal.
- RedOne: composición, producción, edición, grabación, programación e instrumentación.
- Gene Grimaldi: masterización
- Trevor Muzzy: edición, grabación y mezcla.

Fuente: Allmusic y Discogs.